# 88場大樓
88場大樓是南非夸祖魯-納塔爾省德班的一座摩天大樓。其建於1985年，有25層，高147（482英尺）。